# Pere Pau Caçador i d'Aguilar-Dusai
Pere Pau Caçador i d'Aguilar-Dusai   (segle XVI - segle XVII), doctor en ambdós drets, fou canonge i degà de Barcelona. Va ésser nomenat President de la Generalitat de Catalunya el 22 de juliol de 1605.

## Biografia
Era fill de Pere Caçador, senyor de la Torre Pallaresa i dels castells de la Roca i de Balsareny. La seva mare, Isabel d'Aguilar-Dusai, també pertanyia a una família de l'oligarquia barcelonina. Ere nebot dels bisbes Jaume i Guillem Caçador.
Havia format part de la divuitena de defensa el 1588 i el 1602 de la divuitena que havia de detenir el diputat i l'oïdor militar del trienni 1602-1605. Persona de personalitat forta, va tenir discrepàncies amb els altres diputats i amb els oïdors del seu consistori.